# Karol Jan Fiszer
Karol Jan Fiszer herbu Taczała (ur. 25 kwietnia 1767 w majątku Koggenhoefen w powiecie elbląskim (polska nazwa Zawiszyn, obecnie nieistniejący), zm. 15 sierpnia 1843 w Warszawie) – oficer wojska polskiego, uczestnik m.in. insurekcji kościuszkowskiej i powstania listopadowego, audytor.
Syn generała majora armii koronnej Karola Ludwika Fiszera (zm. 1783), herbu Taczała, brat Wilhelma i Stanisława (obaj bracia, podobnie jak Karol, służyli w armii Księstwa Warszawskiego). Jego synem z drugiego małżeństwa z Józefą Magdaleną zd. Karniewską był Józef Justyn (ur. 1821), a wnukiem słynny Franc Fiszer, legendarna postać bohemy przełomu XIX/XX wieku i okresu dwudziestolecia.
W 1783 roku został porucznikiem 1 Regimentu Pieszego Koronnego, brał udział w wojnie polsko-rosyjskiej (1792), potem w stopniu majora w powstaniu kościuszkowskim, za co został nagrodzony złotą obrączką "obrońcy ojczyzny" nr 5. 
Był podpułkownikiem 3 pułku piechoty armii Księstwa Warszawskiego, brał udział w kampanii 1807 roku, w 1812 przeszedł do administracji wojskowej. Po klęsce Napoleona, został audytorem dywizji gwardii armii Królestwa Kongresowego. W 1830 roku został odznaczony Znakiem Honorowym za 15 lat nieskazitelnej służby. W okresie powstania listopadowego nadal pełnił służbę audytora wojskowego. Po powstaniu pracował jako urzędnik leśny.
W 1819 należał do loży wolnomularskiej Kazimierz Wielki.
Pochowany na cmentarzu ewangelicko-augsburskim przy ulicy Młynarskiej (aleja 16, grób 25)